# Теке (Казахстан)
Теке́ (каз. Теке) — село у складі Сауранського району Туркестанської області Казахстану. Входить до складу Ушкаїцького сільського округу.
Населення — 3090 осіб (2021; 2949 у 2009, 2576 у 1999, 2185 у 1989).